# Mersin Üniversitesi
Die Universität Mersin (türkisch: Mersin Üniversitesi) ist eine staatliche Universität in der südtürkischen Stadt Mersin mit Dependenzen in anderen Städten. Die Universität Mersin wurde am 3. Juli 1992 gegründet und gliedert sich heute in elf Fakultäten:
- Technik
- Wirtschaft und Management
- Naturwissenschaften
- Kunst
- Wasserwirtschaft
- Pharmazie
- Medizin/Zahnmedizin
- Architektur
- Erziehungswissenschaften
- Tarsus Technical Education
- Kommunikationstechnik

Zusätzlich gibt es etwa 20 Forschungszentren an der Hochschule, die auch eine Partnerschaft mit der 2005 gegründeten Mersin Technology Development Zone (Technoscope) eingegangen ist. Dort haben sich etwa 70 Technologieunternehmen angesiedelt.

## Alumni
- Deniz Sağdıç (* 1982), Multimediakünstlerin
- Elçin Sangu (* 1985), Schauspielerin
- Dirayet Taşdemir (* 1982), Abgeordnete der HDP, war 5 Jahre lang inhaftiert
- Nevin Yanıt (* 1986), Hürdenläuferin
- Turabi Çamkıran (* 1987), ist ein türkischer Schauspieler
- Ayberk Pekcan (* 1970), ist ein türkischer Schauspieler
- Sebahat Tuncel (* 1975), ehemalige  Abgeordnete der Großen Nationalversammlung der Türkei
- Dilek Öcalan (* 1987), ehemalige  Abgeordnete der Großen Nationalversammlung der Türkei